# Терористичний акт у Суручі (2015)
Терористичний акт у Суручі 20 липня 2015 року — вибух у турецькому місті Суруч, провінція Шанлиурфа (турецький Курдистан), неподалік кордону з Сирією, що стався близько 12:00 за місцевим часом в чайній кав'ярні перед міським культурним центром Амарапід. В теракті загинуло 32 людини, 104 отримали поранення.
За попередніми даними, вибухи організував терорист-смертник перед початком мітингу членів Соціалістичної федерації союзу молоді.
Місто Суруч знаходиться неподалік сирійського міста Кобані, в якому відбувались запеклі бої між бойовиками екстремістського угруповання Ісламська Держава і курдами.